# Císařský dům (Plzeň)
Císařský dům v Plzni je dům č. 290/41 na severní straně náměstí Republiky. Je chráněn jako kulturní památka. Stojí vedle budovy radnice, se kterou je propojen.

## Historie domu
Dům vznikl spojením dvou renesančních domů patřících Jiřímu Krumlovskému ml. z Hartenštejna a Bernartu Tomáškovi. V domě Jiřího Krumlovského bydlel kolem roku 1565 stavitel radnice Jan de Statia. V roce 1581 de Statia postoupil dům Janu de Mutonibus a ten jej za dva roky prodal Jiřímu Krumlovskému z Hartenštejna. V roce 1594 a v roce 1599 tu pobýval císař Rudolf II. Domy byly zakoupeny v roce 1606 pro jeho potřeby, protože císař měl zájem vybudovat si v Plzni vedlejší sídlo. V letech 1606–1607 byly domy stavebně upraveny dvorním stavitelem Giovannim Mariem Filippim jako jedna budova. Na nové dvojici renesančních štítů byli umístěni velcí plechoví orlové a mezi nimi monogram císaře "R". Vznikl tak tzv. Císařský dům, který ale Rudolf II. ani jeho následovníci nikdy nevyužívali. Po dobytí Plzně v roce 1618 v něm pobýval do roku 1621 Arnošt Mansfeld. Poté se ucházela neúspěšně o koupi válkou zpustlého domu obec. Z rukou Ferdinanda III. získal dům v roce 1631 do držení hrabě Maxmilián z Trautmannsdorfu. Šlechtický rod Trautmannsdorfů ho měl ve vlastnictví až do roku 1793, kdy se dům dostal do rukou měšťanů. V roce 1793 jej vlastnila Dorota Mosrová, v letech 1809 až 1834 byl dům ve vlastnictví Josefa a Josefy Feyerfeilových. V tomto období byl v přízemí domu jeden z největších koloniálních obchodů v Plzni. Jeden rok vlastnil dům šlechtic Josef Eduard Schabner ze Schönbaumu. Poté se stal jeho vlastníkem pozdější plzeňský purkmistr František Wanka, který dům v roce 1838 prodal kupci Petru Exlovi. V roce 1863 byla v přízemí umístěna Občanská záložna, v první polovině 19. století měl v prvním poschodí první kavárnu v Plzni kavárník Gutenstein, v roce 1854 zde byla opět otevřena hospoda "Zum Kaiserhaus", kterou vedl Jan Reitzner. V roce 1869 jej tehdejší majitelka Johanna Exlová prodala obci. Majitelé v domě většinou nebydleli, střídaly se v něm šlechtické a vojenské návštěvy. V roce 1869 proběhla adaptace, kterou prováděl ing.Tomáš Kilian a v roce 1913 důkladná renovace domu. V první polovině 20. století bylo v přízemí domu knihkupectví.

## Popis budovy
Je to pozdně renesanční dvoupatrový dům s prejzovou střechou. Dům má dva portály, které patřily domům, ze kterých dům vznikl – renesanční portál vedle radnice s letopočtem 1565, kdy tato část domu vznikla, na levé polovině domu je další portál s letopočtem 1793, kdy byla provedena úprava fasády. V roce 1919 byla na dům přemístěna barokní socha rytíře Žumbery, původně z renesanční kašny na náměstí. Současný vzhled budovy je z roku 1913. Dům má s radnicí společný dvůr, na který je vstup přes radnici. Na levé straně dvora je vysoké nádvorní křídlo Císařského domu, postavené v roce 1869 na místě bývalých maštalí. V prvním patře se dochoval renesanční sál s nástěnnými malbami z rudolfínské doby. V roce 1993 bylo objeveno na půdě domu pod fasádou původní renesanční sgrafito zobrazující jezdce. V předsíni domu je temperová malba ze 17. století představující císaře jako spravedlivého soudce. Dům je spojen s budovou radnice. V přízemí sídlí městské informační centrum, v patře je kancelář primátora.

## Galerie

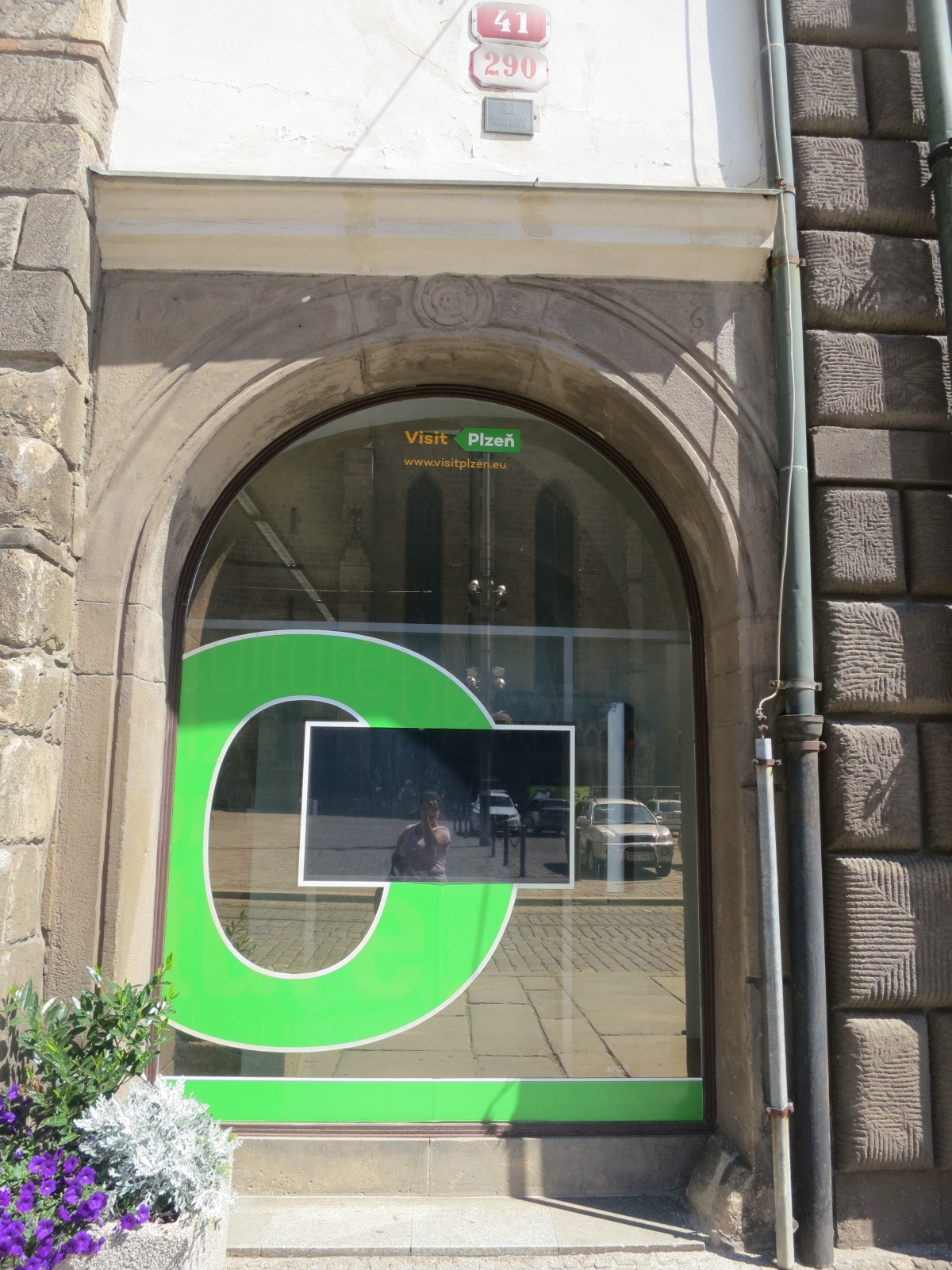
Portál s letopočtem 1565
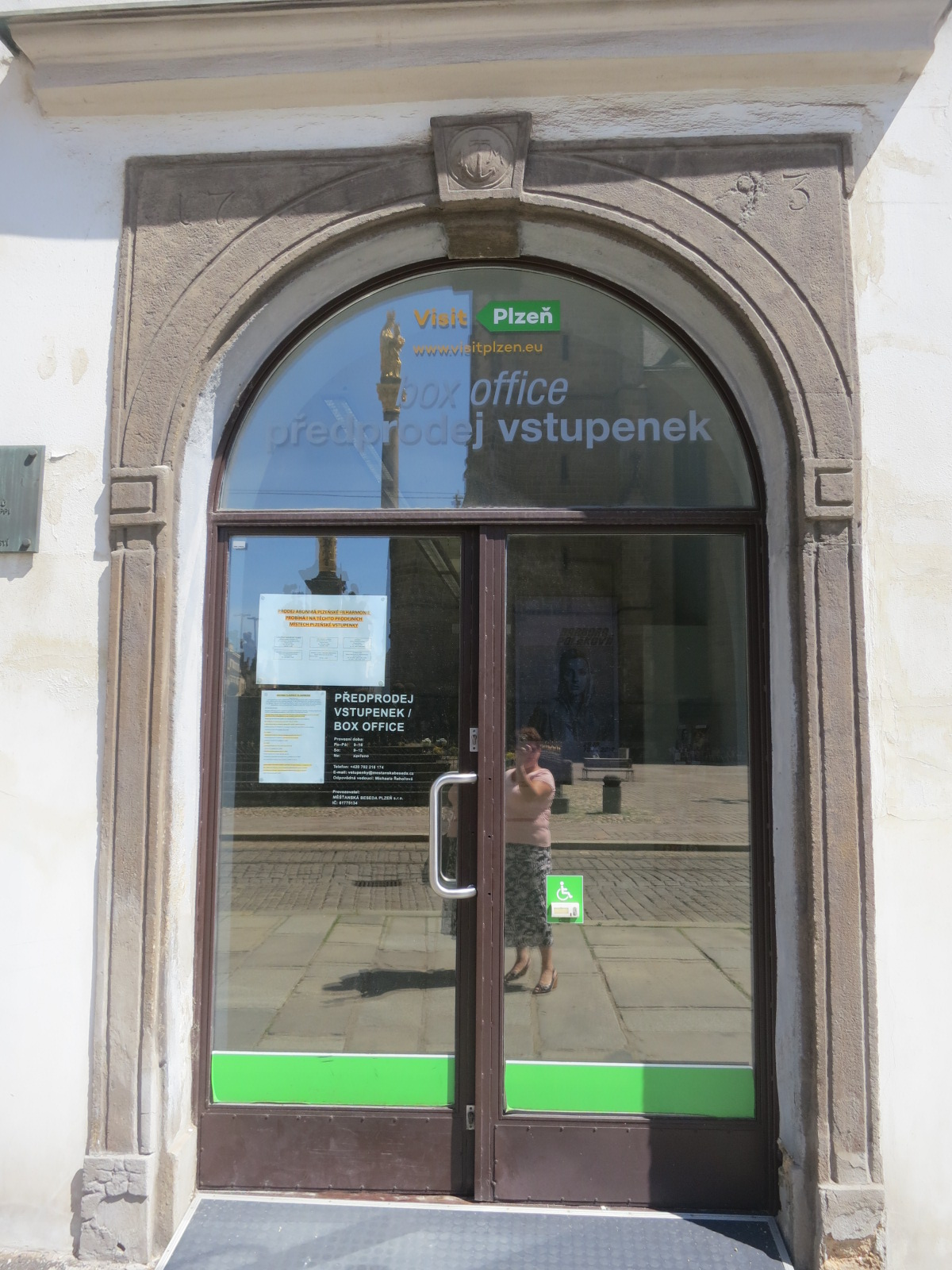
Portál s letopočtem 1793
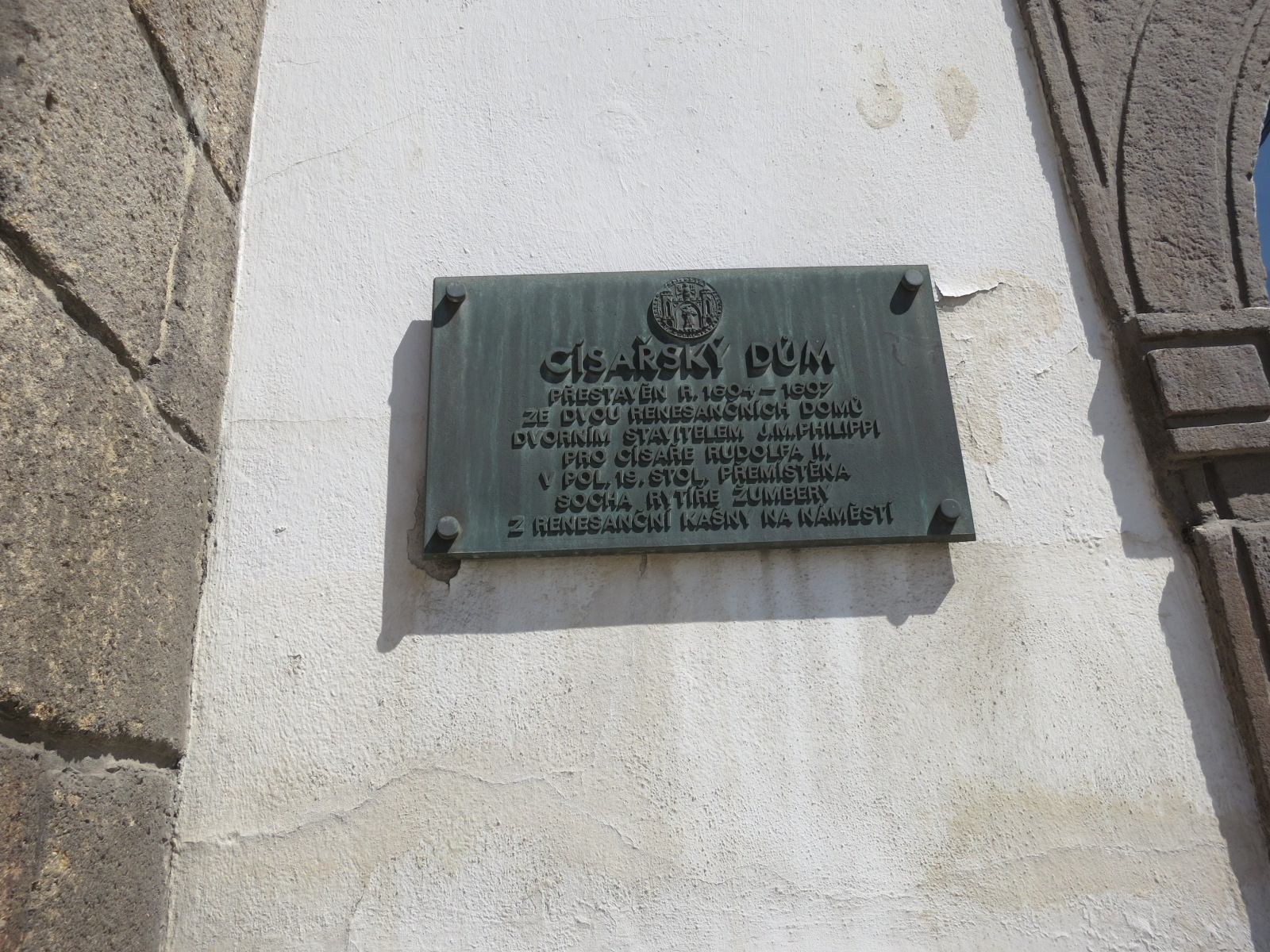
Cedule na fasádě s informací o domě
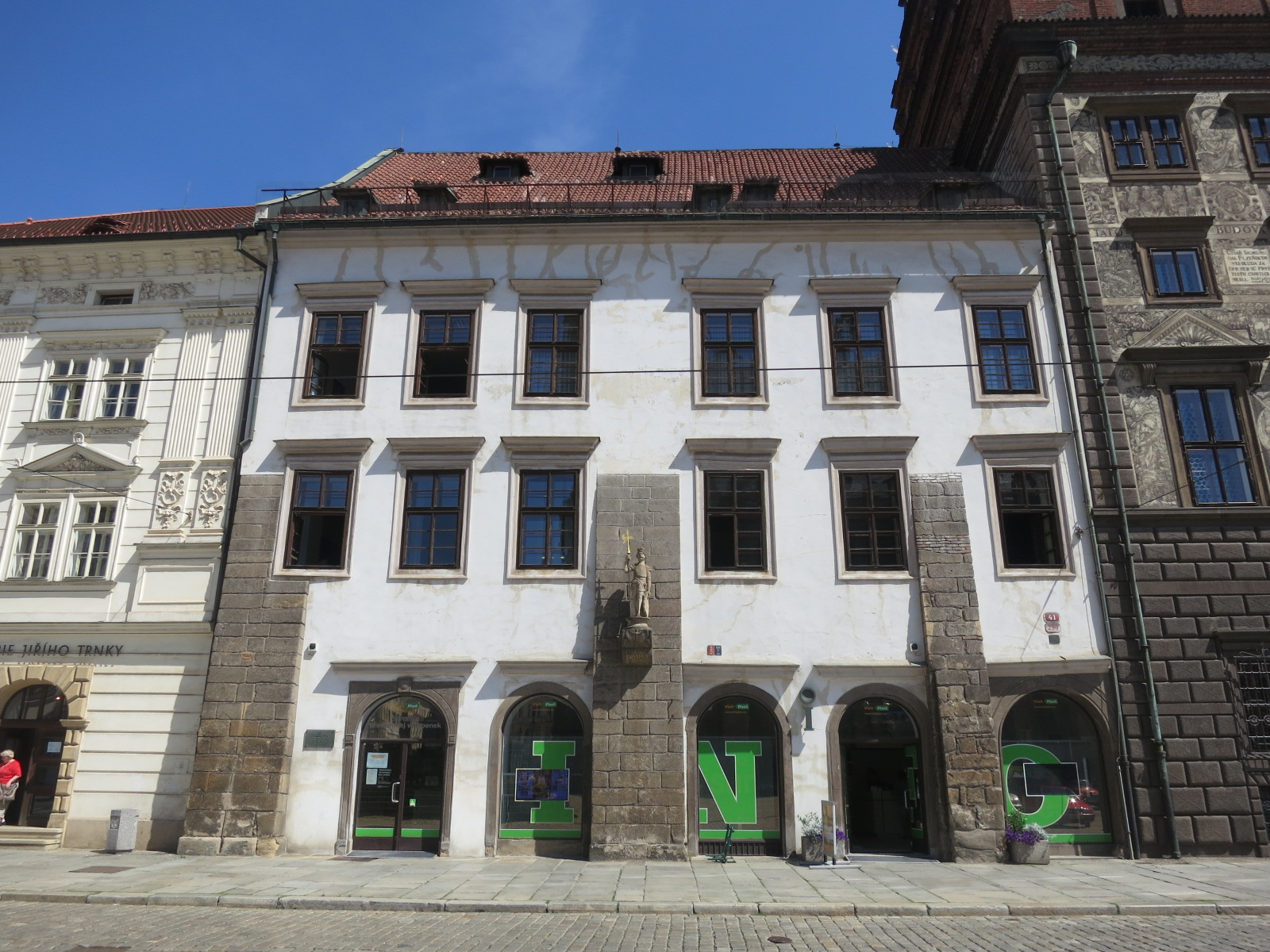
Pohled na exteriér
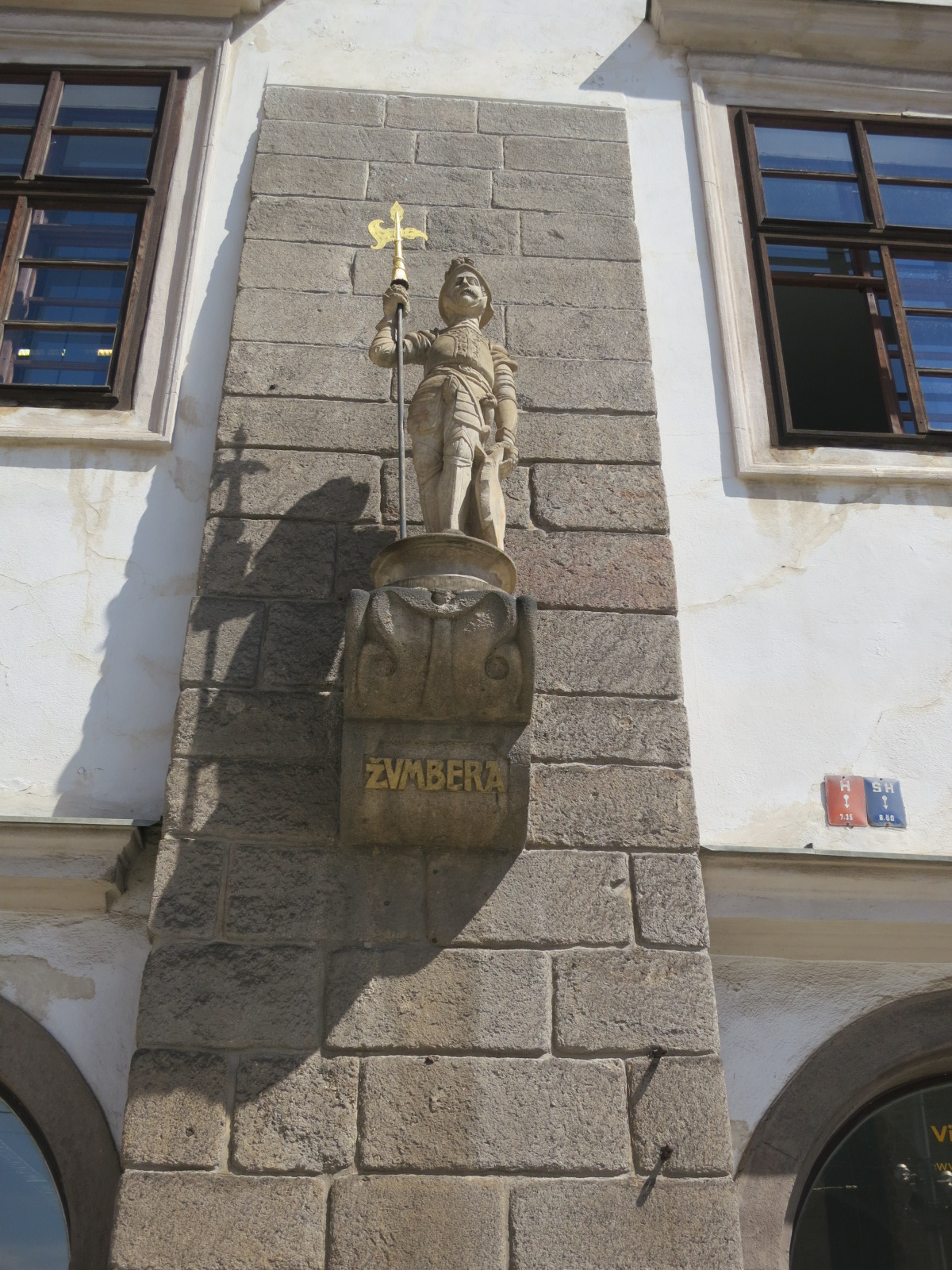
Socha rytíře Žumbery na průčelí domu